# T-MUE-NEEDS STARCAMP TOKYO Produced by TM NETWORK
T-MUE-NEEDS STARCAMP TOKYO Produced by TM NETWORKは、1988年（昭和63年）8月25日に行われたTM NETWORKにとって初となるドームライブ。

## メンバー
- 小室哲哉：キーボード / コーラス

- 宇都宮隆：ボーカル

- 木根尚登：ギター / キーボード / コーラス

## サポートメンバー
- 松本孝弘：ギター

- Nick(Nicolas)France：ドラムス

- Pamela Lynn Altoff：コーラス / CAROL(キャロル)役

## 概要
1988年8月25日に東京ドームで行われたこのコンサートは、12月から始まった次のツアーTM NETWORK TOUR '88〜'89 CAROL 〜A DAY IN A GIRL'S LIFE 1991〜に向けた予告的な構想発表も兼ねており、初めて「CAROL」の原型が披露されたコンサートであった。
動員人数4万7千人。
この時期は以前の「FANKS」にかわるキーワード「T-MUE-NEEDS」を提唱しており、宇都宮隆はMCでファンを「T-MUE-NEEDS」と呼びコンサート名にも使用されている。
このコンサートには前座公演があり、それを務めたのはFENCE OF DEFENSEで全10曲を披露している。

## 解説
この時はアルバムがまだ製作段階で、後に販売されたTM NETWORKの6thアルバム『CAROL 〜A DAY IN A GIRL'S LIFE 1991〜』や、ライブツアーTM NETWORK TOUR '88〜'89 CAROL 〜A DAY IN A GIRL'S LIFE 1991〜とは「CAROL」の曲の歌詞が違ったものになっている。
この日披露されたCAROLの歌詞は二日前の8月23日まで出来上がっていなかった。
「CAROL」をテーマにしたライブ中盤部分の演出は、宇都宮隆とCAROL役のPamela Lynn Altoffとの歌の掛け合いや合唱、動作などこの日だけの演出となっており、ライブツアーTM NETWORK TOUR '88〜'89 CAROL 〜A DAY IN A GIRL'S LIFE 1991〜では見られない演出である。
なお、このライブの後小室哲哉は「CAROLに向けてすべき事が見えた」と語っている。
このコンサートの前、小室哲哉はロンドンに移住しており、宇都宮隆はニューヨーク、木根尚登は東京と、当時海外などで三者それぞれの活動をしていたTM NETWORKの三人が久々にそろう機会の一つであった。
1988年10月8日にNHK-BS1で、10月10日にNHK総合で、「CAROL」が制作されたTM NETWORKのイギリスでの様子を交えTV放送されているが、編集や放送曲数が異なっている。
TM NETWORKの東京ドームのコンサートは、このライブと1994年の5月18日と5月19日に行われたTMN終了ライブのみである。

## 曲目
|    | 曲目                                 |
| -- | ------------------------------------ |
| 1  | Starcamp                             |
| 2  | Rainbow Rainbow                      |
| 3  | 雨に誓って〜Saint Rain〜             |
| 4  | 8月の長い夜                          |
| 5  | 金曜日のライオン                     |
| 6  | GIRL FRIEND                          |
| 7  | Carol' s Theme (Instrumental)        |
| 8  | Carol's Theme (Vocal)                |
| 9  | Passenger 〜a train named Big City〜 |
| 10 | Kiss You                             |
| 11 | Come On Let's Dance                  |
| 12 | Get Wild                             |
| 13 | You Can Dance                        |
| 14 | Be Together                          |
| 15 | Self Control                         |
| 16 | Seven Days War                       |
| 17 | Humen System                         |